# Keigo Numata
Keigo Numata (沼田 圭悟 Numata Keigo?, nacido el 24 de julio de 1990 en Gifu) es un futbolista japonés que se desempeña como defensa.

## Trayectoria

### Clubes
| Club              | País   | Año         |
| ----------------- | ------ | ----------- |
| CAL/Bariri        | Brasil | 2009        |
| Guaçuano          | Brasil | 2010 - 2011 |
| Taquaritinga      | Brasil | 2011        |
| Gamba Osaka       | Japón  | 2012 - 2013 |
| Kamatamare Sanuki | Japón  | 2014 - 2015 |
| Omiya Ardija      | Japón  | 2016 - 2017 |
| Zweigen Kanazawa  | Japón  | 2017 -      |

## Estadística de carrera

### J. League
| Club              | Año   | J. League | J. League | Copa J. League | Copa J. League | Total | Total |
| Club              | Año   | Part.     | Goles     | Part.          | Goles          | Part. | Goles |
| ----------------- | ----- | --------- | --------- | -------------- | -------------- | ----- | ----- |
| Gamba Osaka       | 2012  | 0         | 0         | 0              | 0              | 0     | 0     |
| Gamba Osaka       | 2013  | 0         | 0         | -              | -              | 0     | 0     |
| Kamatamare Sanuki | 2014  | 27        | 5         | -              | -              | 27    | 5     |
| Kamatamare Sanuki | 2015  | 36        | 5         | -              | -              | 36    | 5     |
| Omiya Ardija      | 2016  | 17        | 1         | 3              | 0              | 20    | 1     |
| Omiya Ardija      | 2017  | 1         | 0         | 1              | 0              | 2     | 0     |
| Zweigen Kanazawa  | 2017  | 14        | 1         | -              | -              | 14    | 1     |
| Total             | Total | 95        | 12        | 4              | 0              | 99    | 12    |